# De Slufter

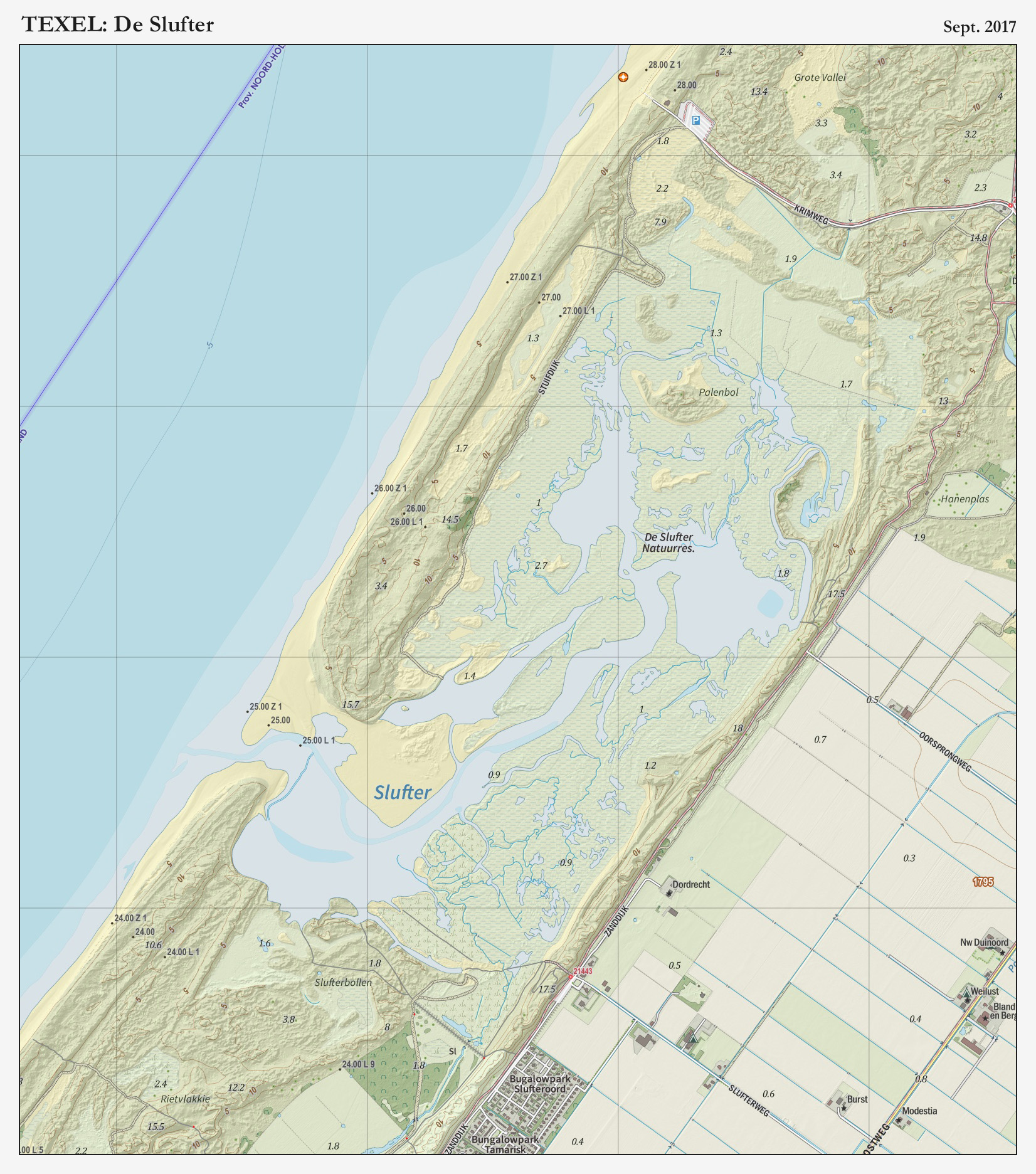
Natuurgebied De Slufter op Texel, topografisch kaartbeeld

De Slufter is een grotendeels door duinen omsloten strandvlakte op het Nederlandse waddeneiland Texel, die in open verbinding met de Noordzee staat, waardoor een kwelderlandschap is ontstaan.
De Slufter is deel van het Nationaal Park Duinen van Texel. Het gebied is eigendom van Staatsbosbeheer. Het heeft een oppervlakte van ruim 700 ha (land en water). In de zuidoostelijke hoek is een uitzichtpunt en een entree. In het zuidelijke deel van het gebied kan men “struinen”. Dit gedeelte is vermoedelijk de meest belopen kwelder van Europa. Meer noord- en westwaarts ligt een groot rustgebied.
In strikte zin is “de slufter” de naam van de kreek/kreken die door het gebied stroomden. De “Vlakte van de Slufter” - ook wel de Sluftervallei of het Sluftergebied - wordt heden ten dage ook meestal kortweg als “De Slufter” aangeduid.
Tegenwoordig spreekt men ook op andere plaatsen - bijv. op andere Nederlandse waddeneilanden - van slufters en sluftervorming, om door de duinen ingesnoerde strandvlaktes aan te duiden, waar de invloed van eb en vloed aanwezig is. Deze termen zijn toponiemen; ze zijn afgeleid van De Slufter op Texel.

## Ligging
De Slufter ligt in het noordwesten van het waddeneiland Texel. Ten zuiden van De Slufter ligt De Muy en de duinen van 'de Slufterbollen'. Aan de oostkant wordt het gebied begrensd door de Zanddijk van 1629, die het oude Texel met het voormalige eiland Eierland verbond. Langs de Zanddijk loopt een fietspad, en ten oosten ervan ligt de Polder Eierland.
In de zuidoosthoek ligt het 'Slufterdijkje', loodrecht op de Zanddijk, net ten zuiden van het uitzichtpunt.
Ten noorden van De Slufter liggen de 'Eierlandse Duinen'. Aan de westkant scheiden twee stuifdijken het gebied van de Noordzee.
De Slufter zelf is een ongeveer 3 km lange kreek die in verbinding staat met de Noordzee. Bij hoog water stroomt daardoor zeewater het gebied in. Eigenlijk droegen de kreken die door het gebied liepen de naam Slufter. Maar “tegenwoordig wordt de naam Slufter algemeen gebruikt voor heel deze streek, eigenlijk de Vlakte van de Slufter. In die vlakte kronkelen tal van geultjes, ontstaan door het in- en terugvloeien van het zeewater.”

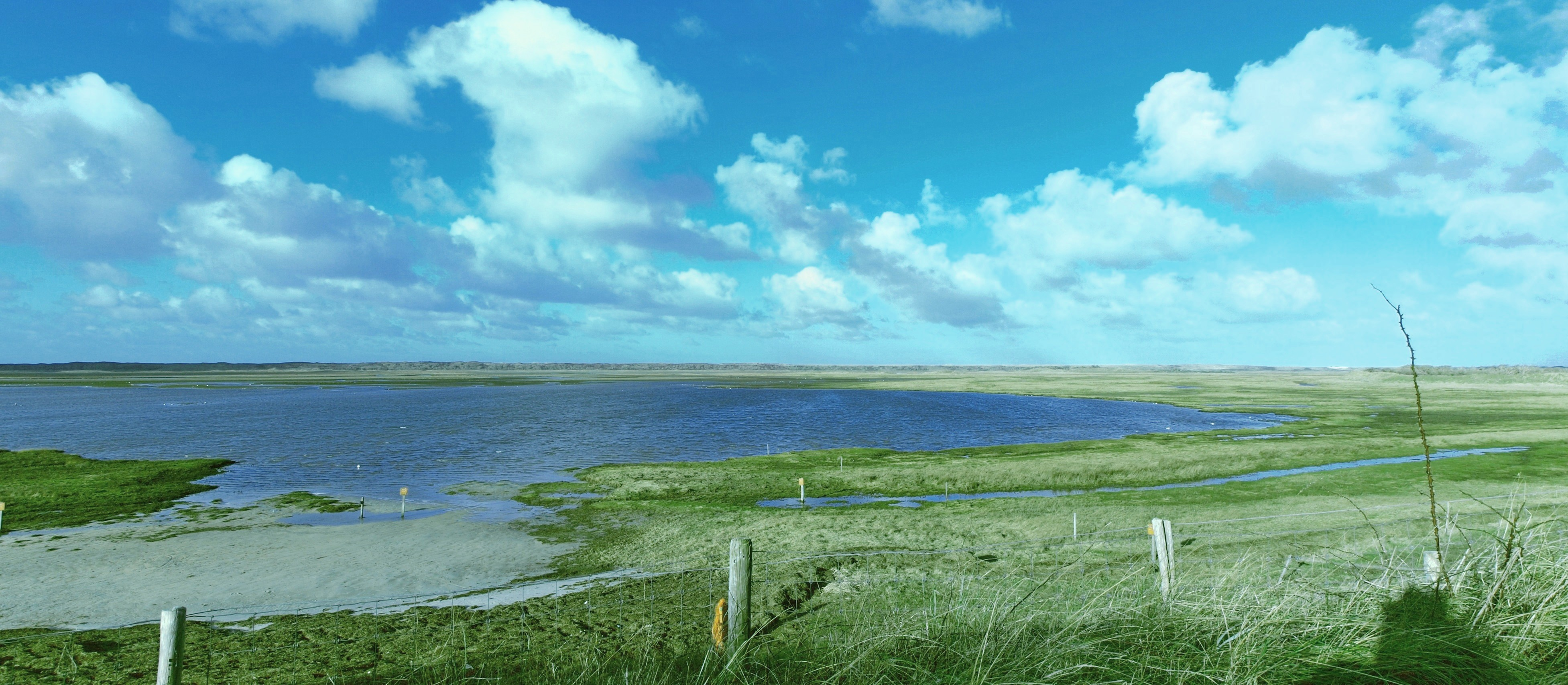
gezicht over De Slufter vanaf het uitkijkpunt bij de Oorsprongweg

Veelal wordt De Slufter in één adem genoemd met De Muy en De Nederlanden. Deze drie gebieden, ten noorden van De Koog hebben een gemeenschappelijke ontstaansgeschiedenis: de aanleg van de Zanddijk in 1629.
De Slufter heeft een oppervlakte van 701 ha. Daarvan staat ongeveer 330 ha onder invloed van het zeewater.
| landschapszones van De Slufter |         |
| onbegroeid                     | 115ha.  |
| water                          | 5 ha.   |
| kwelder                        | 296 ha. |
| duinen                         | 285 ha. |
|                                |         |
| totaal                         | 701 ha. |

## Ontstaan
Geomorfologisch bestaat De Slufter uit een strandvlakte en een kwelder, omzoomd door stuifdijken, met aan de noord- en zuidzijde duinen.
De “geologische geschiedenis” van De Slufter is nog maar heel jong. Het gebied kenmerkt zich door een zeer grote mate van dynamiek en verandering. Daarom kan het ontstaan ook betrekkelijk nauwkeurig worden gereconstrueerd, o.a. aan de hand van kaarten.
In het begin van de 17e eeuw bestond het gebied tussen het oorspronkelijke eilandje Texel, dat tot De Koog reikte, en het meer noordelijk gelegen eilandje Eyerland, uit bij eb droogvallende gronden. Op de hoogste plaats werd in 1629 een zanddijk aangelegd die Texel en Eyerland verbond. De dijk werd aangelegd door de inzet van paarden met 'molborden' - houten schoppen waarmee het zand werd opgeschoven. Op de zo ontstane dijk werd helm geplant, dat weer nieuw zand opving. De dijk kreeg de naam 'Zanddijk', of 'Zanddijk van 1629', en groeide in de loop der tijden tot een brede en hoge duinrand aan. Onder die duinrand langs loopt nu het fietspad van De Koog naar de vuurtoren Eierland.
Aan de wadzijde ontstond een kwelder, die pas in 1835 werd bedijkt, waardoor de Polder Eyerland ontstond.
Het 'Slufterdijkje' tussen De Muy en De Slufter werd aangelegd in 1874.
Oorspronkelijk bevonden zich in het noordelijke gedeelte van de strandvlakte twee grote kreken: de Grote Slufter en de Kleine Slufter.
In 1855 werd 1,5 km westelijk van de Zanddijk een nieuwe stuifdijk aangelegd, die de naam de 'Lange Dam' kreeg. Die raakte op drie plaatsen ernstig beschadigd door een storm in 1858. Ten zuiden van de Slufter (het gebied van De Muy) kon de dijk door de aanleg van nieuwe dijkjes in 1871, 1874 en 1888 hersteld worden. Ook in het noordelijk deel van De Slufter kon de Lange Dam hersteld worden. Weliswaar brak de nieuwe stuifdijk hier in 1886 weer door, maar ten slotte stoof deze opening toch dicht. De Muy en de Grote Slufter waren daarmee afgesloten van de zee, maar de Kleine Slufter bleef ermee verbonden. Ook de aanleg van nieuwe stuifdijken in 1888 en 1925 kon niet voorkomen dat er een open verbinding met de zee bleef bestaan; men kan dus stellen dat de Kleine Slufter nagenoeg altijd open gebleven is.
Rijkswaterstaat en het Hoogheemraadschap Hollands Noorderkwartier willen dat de opening tussen de duinen niet te groot wordt, om bij extreme weersomstandigheden de golfdruk op de zanddijk op een aanvaardbaar niveau te houden. Hoe hoog het water bij een extreem hoge vloed kan komen, is op de video goed te zien: heel de Slufter staat, tot aan de zanddijk, onder water. Dergelijke hoge waterstanden komen enkele keren per jaar voor. In 2014 was dit rond 22 oktober het geval.

## Recreatie
De Slufter trekt per jaar een miljoen bezoekers. Het zuidelijke gedeelte is opengesteld. Daar mag “gestruind” worden. Het is de meest bekeken en belopen natuur van Texel. Langs de duinen van de 'Slufterbollen' of door de kwelder kan men te voet de Noordzee bereiken. Er zijn ook enige mogelijkheden voor rolstoelen om het gebied in te gaan.
Een wandelpad voert onder de zanddijk langs naar het noorden. Ter hoogte van de Oorsprongweg bevindt zich een tweede uitkijkpunt. Vanaf de strandovergang bij de Krimweg kan men via een wandelpad door de buitenste duinenrij aan de westkant langs de Slufter lopen. De verbinding tussen de Slufter en de zee is niet altijd doorwaadbaar.

## Begrazing
Gedurende een aantal jaren werd de Sluftervlakte begraasd door schapen. Niet door Texelaars, maar door Swifters.
Sinds 2011 wordt De Slufter begraasd met koeien.

## Flora en fauna

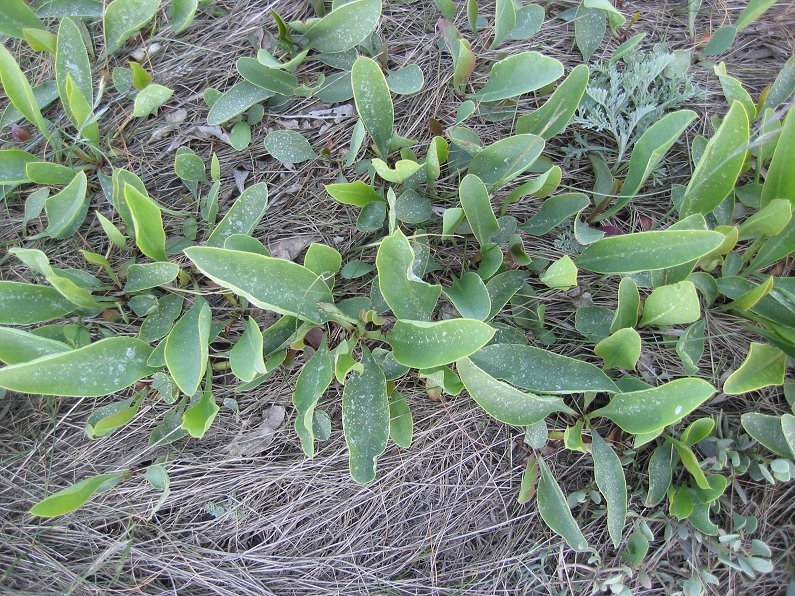
Lamsoor in De Slufter

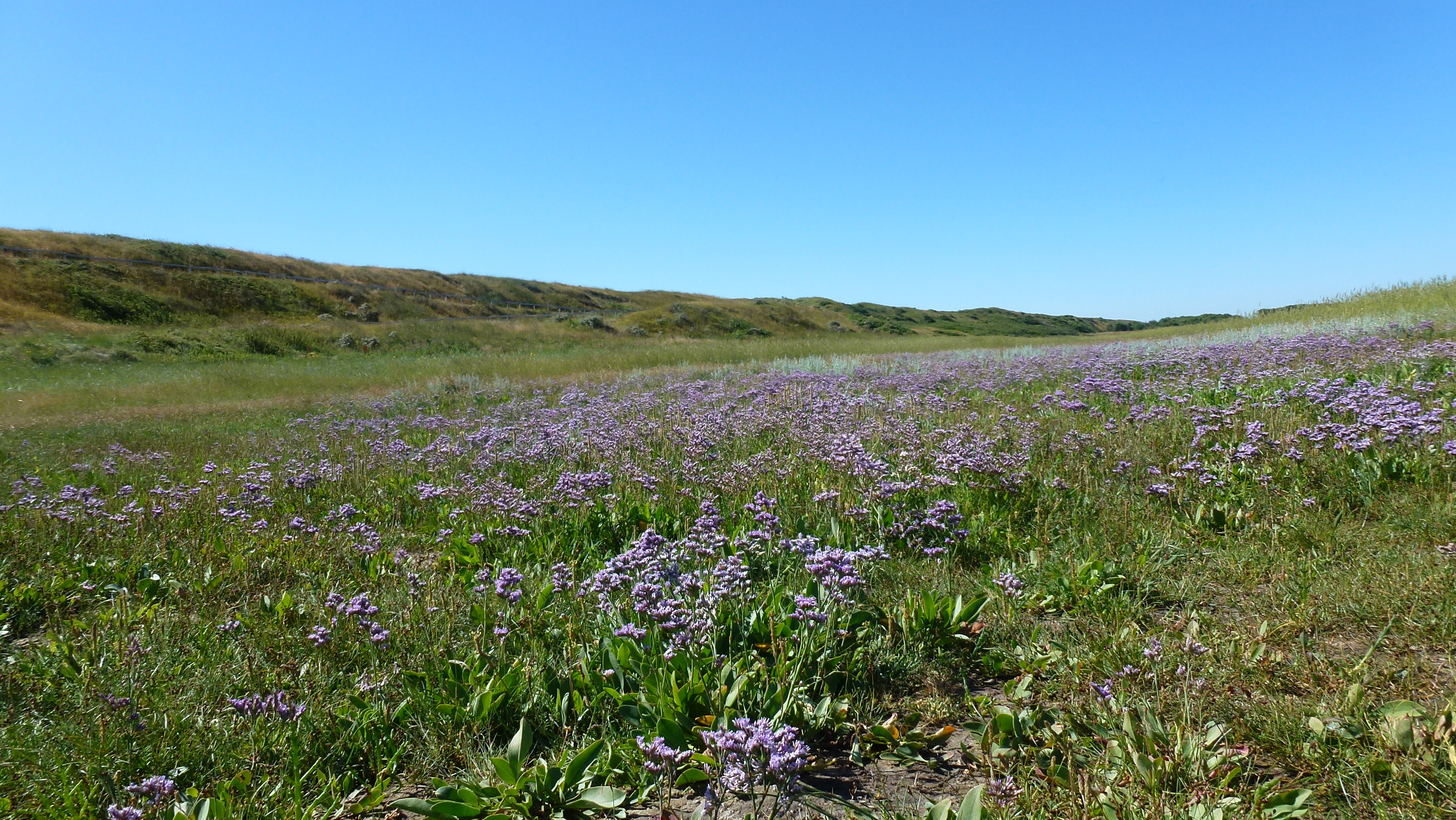
Lamsoor in bloei

In De Slufter is een zeer gevarieerd 'achterduins' kwelderlandschap ontstaan, doordat de zee er klei afzet. Op de zilte en brakke kwelder heeft zich een afwisselend patroon van plantengemeenschappen ontwikkeld, met pionierbegroeiingen en diverse typen zilt grasland. Grote delen zijn begroeid met lamsoor Limonium vulgare. Eind juli en augustus, als de bloei op het hoogtepunt is, bedekt de lamsoor de hele vlakte van De Slufter met een blauwviolet waas. Lamsoor is een typische soort voor kwelders. Andere zoutplanten die op De Slufter groeien zijn bijvoorbeeld zeekraal Salicornia spec., (zee-)melkkruid Glaux maritima, zeeschijnspurrie Spergularia media, zeepostelein Honckenya peploides en Engels gras Armeria maritima.
In 1937 werd op De Slufter voor het eerst in Nederland laksteeltje Catapodium marinum gevonden, een kleine grassoort.
Broedvogels van De Slufter zijn onder andere de scholekster, de kluut, de kievit, de tureluur, de strandplevier, de bontbekplevier en de stormmeeuw. Vóór 1963 werden in de buurt van De Slufter ook broedende roodborsttapuiten waargenomen.
Een zeer kenmerkende broedvogel van De Slufter is de eidereend. De eidereend heeft zich op Texel en in De Slufter gevestigd tijdens de Tweede Wereldoorlog. Al sinds het begin van de twintigste eeuw broedden eidereenden op Vlieland. De populatie groeide snel. Rond 1960 waren er ongeveer 400 broedparen. Als gevolg van de ophoping van bestrijdingsmiddelen uit de landbouw, die in het zeewater terechtkwamen, stortte de broedvogelstand daarna in. In 1966 broedden er nog maar 15 paar. Vanaf 1970 volgde een langzaam herstel. Maar later kreeg de populatie nog een tik door het optreden van een darmparasiet. Mogelijk heeft ook overbevissing van kokkels en mossels in de Waddenzee een rol gespeeld. Inmiddels broeden er weer meer dan honderd paren in De Slufter: in 2012 broedden er ongeveer 140 en in 2014 werd het aantal broedparen in het gebied geschat op 120.
In het verleden had de dwergstern een aardige kolonie aan de ingang van de Kleine Slufter op schelprijke plekken. In de zestiger jaren van de twintigste eeuw verdween dit kleine sterntje als broedvogel van De Slufter (en van Texel).
Vooral tijdens de trek in het voorjaar en het najaar is het gebied zeer vogelrijk. Men kan er dan allerlei pleisterende en doortrekkende vogels gadeslaan, zoals bonte strandlopers, kanoetstrandlopers, rosse grutto's of groenpootruiters. Wulpen en bergeenden ontbreken vrijwel nooit. Ook zilverplevieren, krombekstrandlopers, steenlopers, bosruiters, zwarte ruiters en soms morinelplevieren kunnen er worden gezien. Jac. P. Thijsse noemt in zijn Verkade-album Texel ook de zilverplevieren die hij eind april (vermoedelijk 1890) in De Slufter zag als een van zijn “voornaamste vogelkundige nieuwtjes”; dat was in de tijd dat hij zelf op Texel woonde en er lesgaf.